# راتشت أند كلانك:أب يور أرسنال
راتشت أند كلانك:أب يور أرسنال (بالإنجليزية: Ratchet & Clank: Up Your Arsenal)‏ ، هي الإصدار الثالث من سلسلة راتشت أند كلانك وتسمى في النسخة الأوروبية واليابانية راتشنت أند كلانك 3 (Ratchet & Clank 3: Up Your Arsenal) ، أنتجت من قبل إنسومنياك غيمز ونشرت من قبل شركة سوني كمبيوتر إنترتينمنت سنة 2004م.